# Всеобщие выборы в Коста-Рике (1990)
Всеобщие выборы в Коста-Рике проходили 4 февраля 1990 года. На них избирались президент Коста-Рики, два вице-президента и 57 депутатов Законодательного собрания. Рафаэль Анхель Кальдерон Фурнье от Партии социал-христианского единства был избран президентом Коста-Рики. На парламентских выборах его партия также одержала победу. Явка составила 81,8 %.

## Избирательная кампания
В отличие от предыдущих выборов выдвижение Кальдерона от Партии социал-христианского единства не было бесспорным. Несмотря на заявление о том, что он больше не будет баллотироваться в президенты после результатов предыдущей гонки, в конце концов его последователи убедили его выдвинуть вновь свою кандидатуру, что вызвало протесты в партии. Тем не менее, молодой бывший министр и бизнесмен Мигель Анхель Родригес Эчеверрия из либеральной фракции партии решил сразиться с Кальдероном на праймериз. Кроме них в праймериз также участвовал бывший заместитель Хосе Хайн из левого крыла партии. Несмотря на то, что у Родригеса явно не было шансов против Кальдерона, его кандидатура считалась разумным ходом, так как он привлекал к себе внимание для будущих выборов. Как и ожидалось, Кальдерон выиграл первичные выборы, набрав 75 % голосов.
На праймериз Партии национального освобождения бывший вице-президент Карлос Мануэль Кастильо победил молодого министра Роландо Арайю Монхе (племянника экс-президента Луиса Альберто Монхе) после яростной кампании, в которой Кастильо даже обвинил Арайю в связях с наркоторговцами, что в результате ослабило общие позиции его партии. На этих выборах стало больше небольших партий, так что в них участвовало в целом до 12 различных партий, из которых, однако, какую-либо существенную роль сыграла лишь левая коалиция Объединённый народ, имевшая отношение к социологу Виктору Даниэлю Камачо в качестве кандидата, получившая 3 % голосов на парламентских выборах.

## Результаты

### Президентские выборы
| Кандидат                             | Кандидат                             | Партия                               | Голосов   | %     |
| ------------------------------------ | ------------------------------------ | ------------------------------------ | --------- | ----- |
|                                      | Рафаэль Анхель Кальдерон Фурнье      | Партия социал-христианского единства | 694 851   | 51,51 |
|                                      | Карлос Мануэль Кастильо              | Партия национального освобождения    | 636 701   | 47,20 |
|                                      | Виктор Даниэль Камачо Монхе          | Объединённый народ                   | 8 958     | 0,66  |
|                                      | Фернандо Рамирес Муньос              | Христианский национальный альянс     | 4 210     | 0,31  |
|                                      | Исаак Фелипе Асофеифа                | Демократическая сила                 | 2 547     | 0,19  |
|                                      | Хорхе Гонсалес Мартен                | Боевая революционная партия рабочих  | 1 001     | 0,07  |
|                                      | Родриго Альберто Кордеро Викес       | Независимая партия                   | 746       | 0,06  |
| Недействительных/пустых бюллетеней   | Недействительных/пустых бюллетеней   | Недействительных/пустых бюллетеней   | 35 312    | -     |
| Всего                                | Всего                                | Всего                                | 1 384 326 | 100   |
| Зарегистрированных избирателей/ Явка | Зарегистрированных избирателей/ Явка | Зарегистрированных избирателей/ Явка | 1 692 050 | 81,81 |
| Источник: TSE                        |                                      |                                      |           |       |

### Парламентские выборы
|                                       |                                       |           |       |       |       |
| Партия                                | Партия                                | Голоса    | %     | Места | +/-   |
|                                       | Партия социал-христианского единства  | 617 478   | 46,21 | 29    | +4    |
|                                       | Партия национального освобождения     | 559 632   | 41,88 | 25    | -4    |
|                                       | Объединённый народ                    | 44 161    | 3,31  | 1     | 0     |
|                                       | Партия всеобщего союза                | 32 307    | 2,42  | 1     | +1    |
|                                       | Христианский национальный альянс      | 22 149    | 1,66  | 0     | 0     |
|                                       | Партия аграрного союза Картаго        | 14 190    | 1,06  | 1     | 0     |
|                                       | Национальная независимая партия       | 10 635    | 0,80  | 0     | 0     |
|                                       | Партия прогресса                      | 7 733     | 0,58  | 0     | новая |
|                                       | Партия солидарности Алахуэлы          | 7 330     | 0,55  | 0     | 0     |
|                                       | Независимая партия                    | 5 564     | 0,42  | 0     | 0     |
|                                       | Истинная лимонская партия             | 4 901     | 0,37  | 0     | 0     |
|                                       | Партия действия сельских работников   | 4 756     | 0,36  | 0     | новая |
|                                       | Национальная аграрная партия          | 4 594     | 0,34  | 0     | новая |
|                                       | Боевая революционная партия рабочих   | 742       | 0,06  | 0     | новая |
| Недействительных/пустых бюллетеней    | Недействительных/пустых бюллетеней    | 47 784    | -     | -     | -     |
| Всего                                 | Всего                                 | 1 384 326 | 100   | 57    | 0     |
| Зарегистрированных избирателей / Явка | Зарегистрированных избирателей / Явка | 1 692 050 | 81,81 | -     | -     |
| Источники: TSE; Election Resources    |                                       |           |       |       |       |